# ایزرائیل خوزه روبیو
ایزرائیل خوزه روبیو (اسپانیایی: Israel José Rubio‎؛ زادهٔ ۱۱ ژانویه ۱۹۸۱) وزنه‌بردار اهل ونزوئلا است.
وی در مسابقات کشوری و بین‌المللی در مجموع برندهٔ ۲ مدال طلا، ۲ مدال برنز شده‌است.